# 日誠寺
日誠寺（にちじょうじ）は、長崎県雲仙市南串山町甲にある日蓮宗の寺院。山号は源寿山。赤山の通称で知られる。旧本山は島原市の光伝寺。親師法縁。

## 歴史
明治12年（1879年）島原光伝寺説教所として開創した。開山に源寿院日遷（明治26年（1893年）没）開基は源秀院日誠（昭和4年（1929年）没）。明治16年（1883年）から現在の寺号を公称した。

## 伽藍
- 本堂　明治39年（1906年）建立。
- 観音堂　平成6年（1994年）建立。
- 庫裡　昭和54年（1979年）建立。

## 参考資料
- 日蓮宗寺院大鑑編集委員会『宗祖第七百遠忌記念出版 日蓮宗寺院大鑑』大本山池上本門寺 (1981年)

## 公式サイト
- 公式ウェブサイト（日本語）

座標: 北緯32度41分8.6秒 東経130度9分56.8秒 / 北緯32.685722度 東経130.165778度